# Simulació molecular
Simulació molecular o modelat molecular és un terme complex que fa referència a una sèrie de mètodes teòrics i tècniques computacionals per a modelar o mimetitzar el comportament de les molècules. Aquestes tècniques són emprades en els camps de la química computacional, la biologia computacional i la ciència de materials per tal d'estudiar sistemes moleculars que comprenen des de petits sistemes químics fins a grans molècules biològiques i compostos de materials. També s'utilitza en el disseny de nous materials i de fàrmacs.
Els càlculs més senzills poden realitzar-se a mà, però inevitablement els ordinadors són necessaris per portar a terme el modelat molecular de qualsevol sistema d'una mida raonable. El tret comú de les tècniques de modelat molecular és la descripció a nivell atòmic dels sistemes moleculars; el mínim nivell d'informació és a escala d'àtoms individuals (o de petits grups d'àtoms) més baix. Aquest fet contrasta amb la química quàntica (també coneguda com a càlcul de l'estructura electrònica), en la qual els electrons són explícitament considerats. L'avantatge del modelat molecular és el fet que redueix la complexitat del sistema, fent així possible realitzar simulacions de sistemes d'un nombre molt més elevat de partícules (àtoms).

## Mecànica molecular
La mecànica molecular és un aspecte del modelat molecular, ja que fa referència a l'ús de la mecànica clàssica/mecànica Newtoniana per tal de descriure els principis físics dels models. Els models moleculars descriuen normalment àtoms (nucli i electrons conjuntament) com a càrregues puntuals amb una massa associada. Les interaccions entre àtoms veïns són descrites mitjançant interaccions de tipus molla (les quals representen els enllaços químics) i les forces de van der Waals. El potencial de Lennard-Jones s'empra freqüentment per a descriure les forces de van der Waals. Les interaccions electroestàtiques es calculen segons les lleis de Coulomb. S'assignen coordenades als àtoms ja sigui en l'espai cartesià o en coordenades internes, i simulacions dinàmiques poden també assignar-les-hi les velocitats. Les velocitats atòmiques estan relacionades amb la temperatura del sistema, una mesura macroscòpica. L'expressió matemàtica col·lectiva és coneguda com a funció potencial i està relacionada amb l'energia interna del sistema (U), una mesura termodinàmica equivalent a la suma de les energies cinètica i potencial. Els mètodes que minimitzen l'energia potencial es coneixen com a tècniques de minimització d'energia (per exemple, els mètodes de la baixada més dreta o del gradient conjugat), mentre que els mètodes que modelen el comportament del sistema a mesura que es propaga el temps es coneixen com a dinàmica molecular.
E = Eenllaç + Eangle + Edihedre + Eno-enllaç
Eno-enllaç = Eelectroestàtica + Evan der Waals
Aquesta funció, anomenada funció potencial, calcula l'energia potencial molecular com la suma de termes d'energia que descriuen les desviacions de les longituds, angles i torsions (dihedres) dels enllaços respecte dels seus valors d'equilibri, més els termes corresponents als parells d'àtoms no enllaçats que descriuen interaccions electroestàtiques i de van der Waals. El conjunt de paràmetres format per les longituds d'enllaç en equilibri, els angles d'enllaç, els valors de les càrregues parcials, les constants de força i els paràmetres de van der Waals, són en el seu conjunt coneguts com el camp de forces (anomenat en anglès force-field, nom habitualment emprat en la bibliografia). Les diferents implementacions de la mecànica molecular fan ús d'expressions matemàtiques lleugerament diferents, i per tant, de diferents constants per a la funció potencial. Els camps de forces d'ús comú avui en dia han estat desenvolupats mitjançant l'ús de càculs quàntics de gran complexitat i/o l'ajust de dades experimentals. La tècnica coneguda com a minimització d'energia és emprada per tal de trobar posicions de gradient zero per a tots els àtoms, en altres paraules, un mínim local d'energia. Els estats d'energia mínima són de fet els més estables, i són generalment estudiats degut a la seva importància en els processos químics i biològics. Una simulació de dinàmica molecular, per altra banda, calcula el comportament d'un sistema en funció del temps. Comporta doncs resoldre les equacions del moviment de Newton, principalment la segona equació {\displaystyle F=ma}. La integració de les equacions de moviment de Newton, mitjançant diferents algoritmens d'integració, resulta en les trajectòries dels àtoms en l'espai i el temps. La força en un àtom es defineix com el gradient negatiu de la funció d'energia potencial. La tècnica de la minimització de l'energia és útil per a obtenir una imatge estàtica que serveixi per a comparar entre estats diferents de sistemes similars, mentre que la dinàmica molecular proveeix informació sobre els processos dinàmics amb la inclusió intrínseca dels efectes de la temperatura.
Les molècules poden modelar-se tant en el buit com en presència d'un solvent com ara l'aigua. Les simulacions de sistemes en el buit s'anomenen simulacions en fase gasosa, i les que inclouen la presència de molècules de solvent s'anomenen simulacions de solvent explícit. En un altre tipus de simulacions, l'efecte del solvent s'estima mitjançant l'ús d'una expressió matemàtica empírica; aquestes es coneixen com a simulacions de solvació implícita.
Els mètodes de modelat molecular s'empren actualment de forma habitual per a investigar l'estructura, la dinàmica i la termodinàmica de sistemes inorgànics, biològics i polimèrics. Els tipus d'activitats biològiques que han estat objecte d'investigació mitjançant l'ús del modelat molecular inclouen el plegament de proteïnes, la catàlisi enzimàtica, l'estabilitat proteínica, els canvis conformacionals associats a la funció biomolecular, i el reconeixement molecular de proteïnes, ADN, i complexos de membranes.

## La simulació molecular en Catalunya[calcitació]
Catalunya és una potència científica en aquesta disciplina. No sols existeixen grups de recerca en la matèria en pràcticament totes les universitats catalanes (molts d'aquests investigadors amb un altíssim índex d'impacte), sinó que també existeixen diverses empreses especialitzades.
Algunes institucions especialitzades a química computacional són:
- Bioinformatics Barcelona (BiB)
- Centre de Regulació Genòmica (CRG)
- Centre Nacional d'Anàlisi Genòmica (CNAG)
- Barcelona Supercomputing Center - Centro Nacional de Supercomputación (BSC-CNS)
- Institut de Recerca Biomèdica (IRB)
- Institut Hospital del Mar d'Investigacions Mèdiques (IMIM)
- Programa de Recerca en Informàtica Biomèdica (GRIB)

Algunes empreses del país són:
- Anaxomics
- Intelligent Pharma
- Lead Molecular Design
- Acellera

Alguns investigadors de prestigi internacional a l'àmbit calanoparlant són:
- Patrick Aloy
- Modesto Orozco
- Ferran Sanz Carreras
- Miquel Pons i Vallès
- Juan Fernández-Recio